# Bites
Bites är ett album i industrialgenren med gruppen Skinny Puppy och släpptes 1985.

## Låtlista
| Nr  | Titel             | Längd | Notering                    |
| --- | ----------------- | ----- | --------------------------- |
| 1.  | Assimilate        | 6:56  |                             |
| 2.  | Blood on the Wall | 2:58  |                             |
| 3.  | Dead Lines        | 6:13  |                             |
| 4.  | Church            | 3:16  | Ej med på originalvinylen.  |
| 5.  | Icebreaker        | 3:14  |                             |
| 6.  | Tomorrow          | 4:53  | Ej med på originalvinylen.  |
| 7.  | Dead Doll         | 2:28  | Ej med på originalvinylen.. |
| 8.  | Film              | 2:18  |                             |
| 9.  | Love              | 1:51  | Ej med på originalvinylen.  |
| 10. | The Choke         | 6:29  |                             |
| 11. | Social Deception  | 2:57  |                             |
| 12. | Christianity      | 1:32  | Ej med på originalvinylen.  |
| 13. | Basement          | 3:25  |                             |
| 14. | Last Call         | 5:54  |                             |
| 15. | Falling           | 4:20  | Ej med på originalvinylen.  |
| 16. | The Centre Bullet | 9:42  | Ej med på originalvinylen.  |
| 17. | One Day           | 4:20  |                             |

## Medverkande
- cEvin Key
- Nivek Ogre
- Dave Ogilvie (som David Ogilvie)
- Wilhelm Schroeder (bas synt i "Icebreaker" och "The Choke")
- Tom Ellard
- D. Pleven
- Terry McBride